# 哈泰拿泰納古爾
夏泰拉坦拿古卡·哈泰拿泰納古爾（英語：Sinthaweechai Hathairattanakool、泰語：、皇家轉寫：Sinthawichai Hathairattanakun ，1982年3月23日—），是一名泰國足球運動員，目前效力於泰超球隊春武里，位置守門員。

## 生涯
他出生於泰國色軍府。1999年至2002年期間，他進入是拉差足球學校接受訓練。之後，他和泰超球隊TTM披集簽下生涯第一份職業合約，在TTM披集待了兩個賽季。
隨後，他加入了奧索特斯帕，並於2006年來到印尼球隊萬隆踢球。
2007年，他回歸泰國，進入了春武里，協助球隊獲得該年度聯賽冠軍。隔年，雖然春武里在聯賽上落後泰國省電力局僅獲亞軍，不過他也獲得了聯賽最佳守門員的榮譽。同年球隊也參加2008年亞冠聯賽小組賽，最終以小組墊底的成績出局。.
2009年，他以租借的方式再度加入萬隆，並在租借期結束後，繼續為春武里效力。

## 國家隊生涯

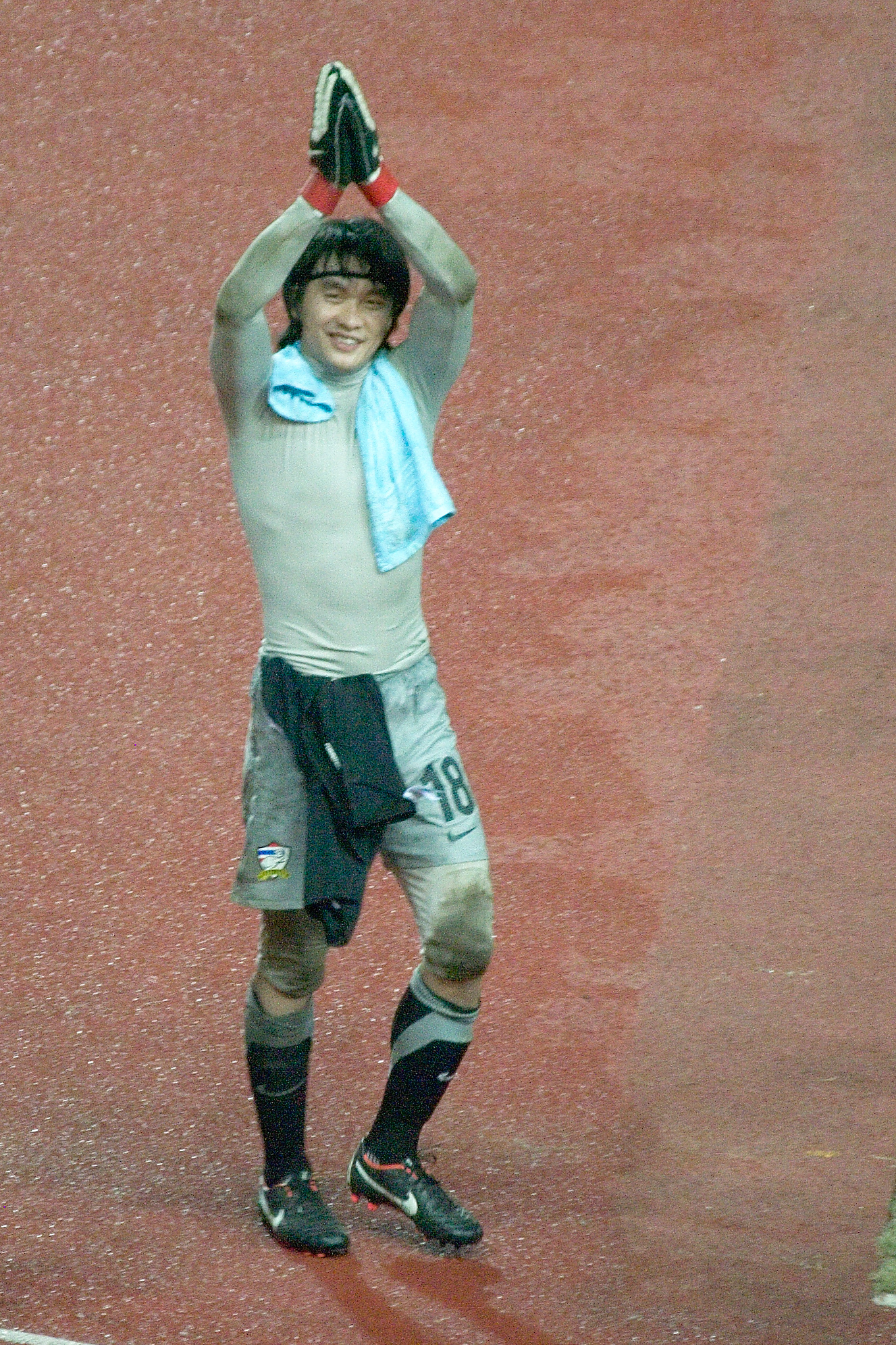
哈泰拿泰納古爾於2014年世界盃外圍賽面對阿曼的賽後向觀眾致意。

他代表過泰國U19、泰國U23，並協助球隊取得兩面東南亞運動會金牌。
2004年，他首次為泰國上場，並曾代表參加2004年和2007年的亞洲盃足球賽。

## 榮譽
春武里
- 2007泰國超級足球聯賽冠軍
- 2008年泰超最佳守門員

泰國U23
- 2003年東南亞運動會  金牌
- 2005年東南亞運動會  金牌

泰國
- 東盟足球錦標賽亞軍：2007、2008、2012
- T&T盃：2008

## 外部連結
- 哈泰拿泰納古爾在 National-Football-Teams.com 上的出场纪录